# Cicle combinat

Esquema del funcionament d'una central de cicle combinat
1.-Generadors elèctrics
2.-Turbina de vapor
3.-Condensador.
4.-Bomba impulsora
5.-Intercanviador de calor
6.-Turbina de gas

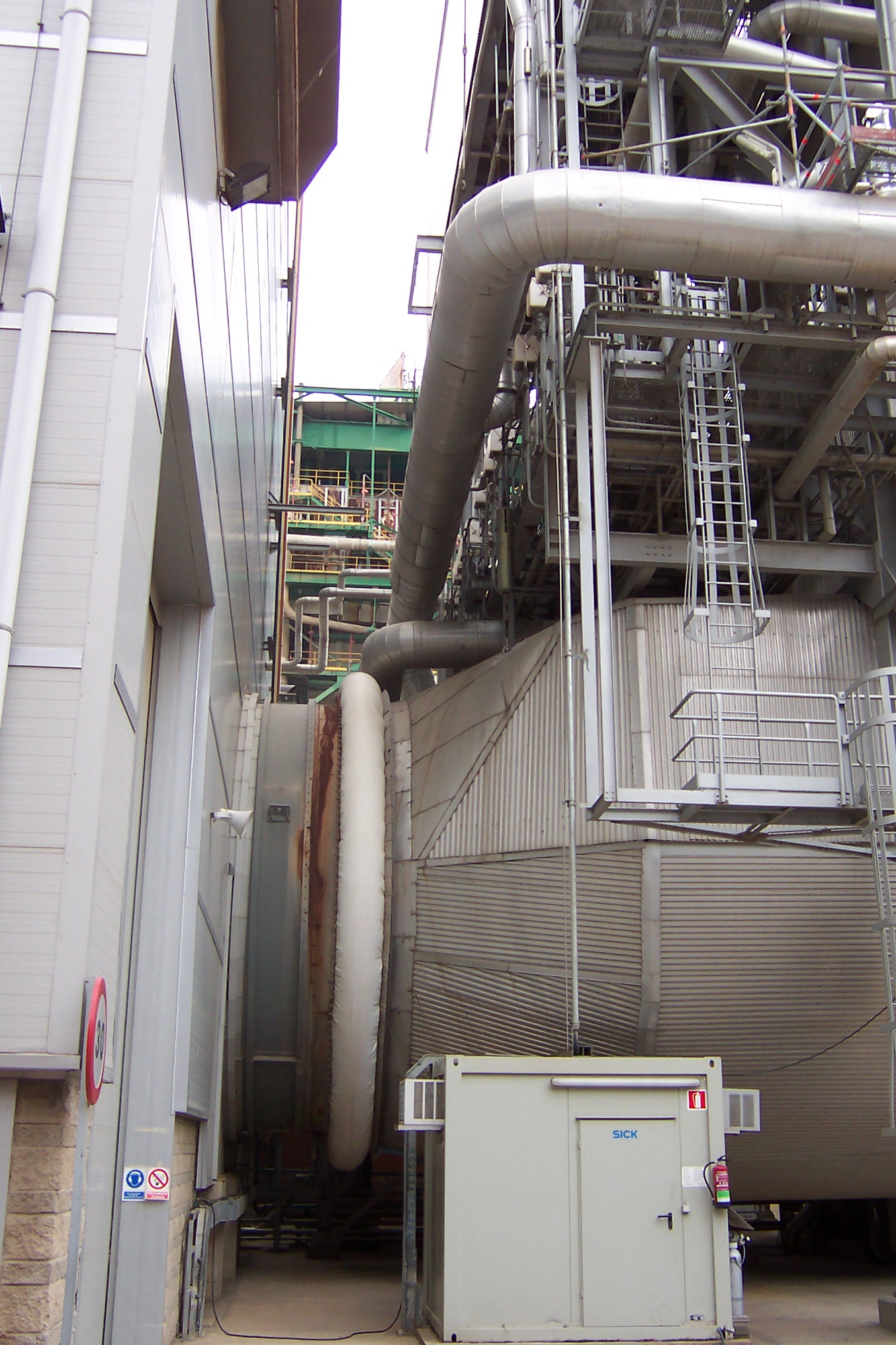
Sortida dels gasos de la turbina de gas cap a la caldera

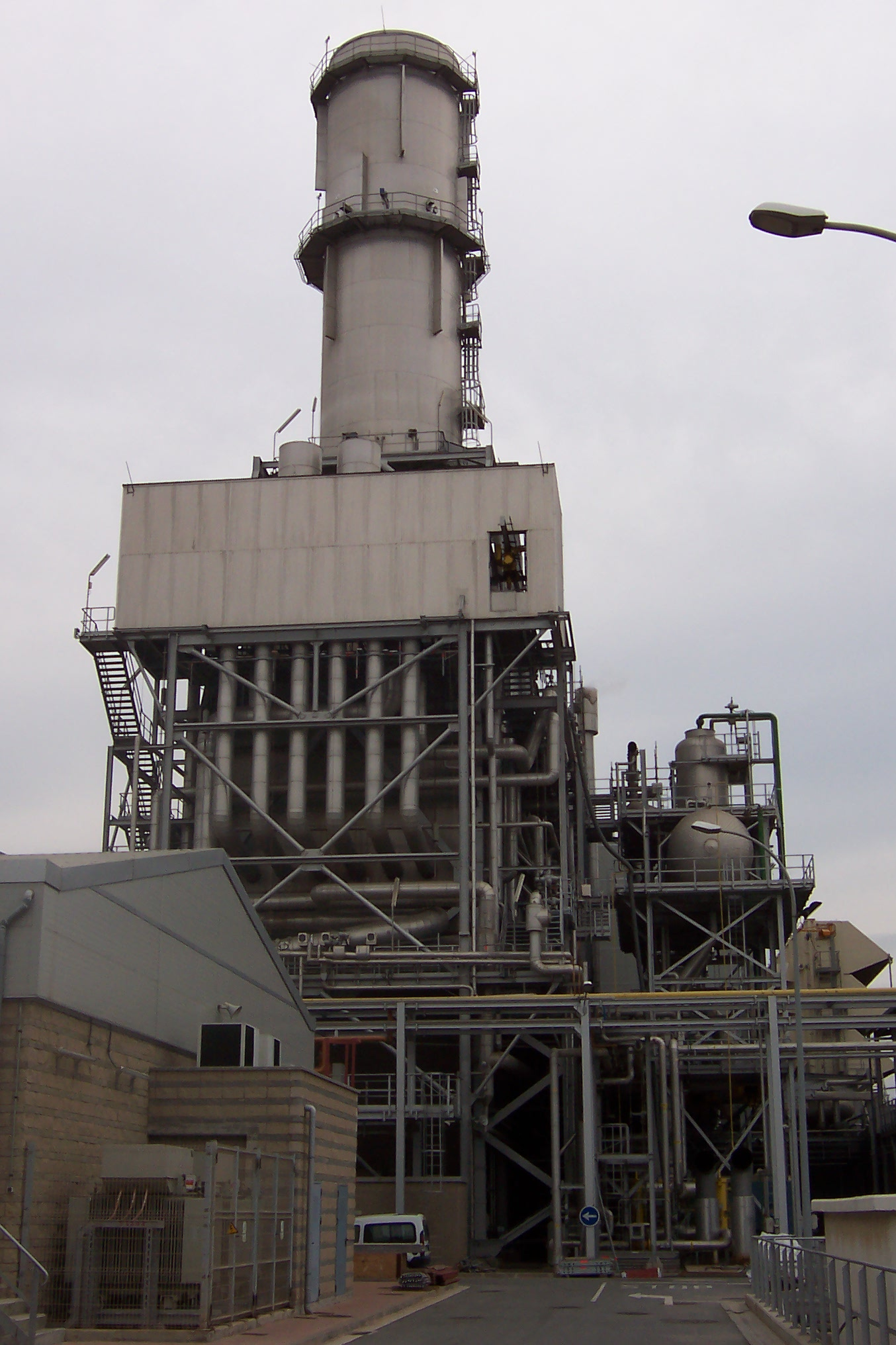
Central de tèrmica de cicle combinat del Besòs.

Es denomina cicle combinat de generació d'energia a aquell cicle on coexisteixen dos cicles termodinàmics en un mateix sistema, un dels quals té com a fluid de treball el vapor d'aigua i l'altre un gas producte d'una combustió. En comptes de tractar, refredar i expulsar a l'atmosfera els gasos resultants, aquests s'aprofiten per a generar més vapor i, per tant, més energia elèctrica.

## Funcionament
El combustible que utilitzen les centrals tèrmiques de cicle combinat pot ser gas natural, gasoli, carbó i d'altres combustibles fòssils. En cremar el combustible es genera calor i gasos.
Per a la generació d'electricitat es fan servir conjuntament els següents dos cicles:
- Cicle de Brayton: mitjançant una turbina de gas, molt semblant a la dels turboreactors, l'aire capturat de l'atmosfera s'injecta a pressió (mitjançant un turbocompressor) per a cremar el combustible. A la cambra de combustió reaccionen aire i combustible. I com a resultat de l'expansió dels gasos es genera energia mecànica que mitjançant un alternador es transforma en energia elèctrica.
- Cicle de Rankine: mitjançant una turbina de vapor, els gasos calents producte de la combustió escalfen aigua i es genera vapor d'aigua. Amb el vapor resultant es genera electricitat mitjançant un segon alternador, tal com té lloc a les centrals tèrmiques convencionals (o de cicle simple).

En combinar els dos cicles l'eficiència energètica és molt major, comparat amb les centrals de cicle simple o comparat amb la central de cicle combinat en cicle obert (quan no fa servir la turbina de vapor).
L'aprofitament de la calor dels gasos i del vapor no és exclusiu de les centrals tèrmiques de cicle combinat. També té lloc a determinades indústries on s'arriben a aprofitar les diferents temperatures de l'escalfor residual per als processos escaients. És el cas de les centrals de cogeneració.
També hi ha centrals tèrmiques de cicle combinat que incorporen l'energia termosolar, com la de Hassi R'mel, a l'Alger i la d'Ain Beni Mathar, al Marroc.
L'aprofitament del cicle combinat també es troba en els sistemes de propulsió COGAG de vaixells, però a diferència de les centrals tèrmiques les dues turbines són de gas i no hi ha cap turbina de vapor.

## Impacte mediambiental
Les centrals tèrmiques de cicle combinat són, com totes, contaminants per al medi ambient i per a les persones degut principalment als gasos tòxics expulsats a la combustió. De totes les formes d'obtenció d'energia elèctrica a partir de combustibles fòssils és la menys contaminant a causa de les menors quantitats emeses de NOx i de SO₂ (que afavoreixen la pluja àcida) i de CO₂ (que afavoreix l'escalfament global). No obstant, les proporcions d'aquests gasos varien en funció de la puresa i filtració dels gasos que es cremen.